# Eremochloa zeylanica
Eremochloa zeylanica là một loài thực vật có hoa trong họ Hòa thảo. Loài này được (Trimen) Hack. mô tả khoa học đầu tiên năm 1889.